# Dampierre-au-Temple
Dampierre-au-Temple é uma comuna francesa na região administrativa do Grande Leste, no departamento de Marne. Estende-se por uma área de 10.26 km², e possui 272 habitantes, segundo o censo de 2018, com uma densidade de 27 hab/km².